# Valquíria
|  | Aquest article tracta sobre els éssers mitològics. Si cerqueu la pel·lícula de 2008, vegeu «Valquíria (pel·lícula)». |

Les valquíries, de l'antic alemany Walkyrien, són uns dels personatges femenins més importants de la mitologia escandinava.
Les Valquíries eren filles d'Odin i les comandava la deessa Freia. Eren unes guerreres belles, verges i d'una gran fortalesa, amb la capacitat de guarir qualsevol ferida, i la missió d'acompanyar al Valhalla els herois caiguts en la batalla. Allí els atenien servint-los hidromel i delectant-los amb la seva bellesa. En algunes llegendes es diu que podien transformar-se en cigne.
La més famosa és Brunilda (Brunhild significa guerrera bruna en alemany antic) gràcies a l'obra de Richard Wagner, Der Ring des Nibelungen. Era la reina de les Valquíries i la seva força era superior a la d'una dotzena d'homes. Altres valquíries mencionades en relats i llegendes són Mista, Rista, Hilda, Thruda, Sigrún, Hlök, Herfjotern, Ragyd, Gud, Skogul i Hrund. D'entre totes, la més bella era Hnos. Habitualment vivien a Wingolf, al costat del Valhalla.

## Curiositats
- L'asteroide (123) Brunilda rep el seu nom per la reina de les Valquíries.
- L'element químic vanadi fou nomenat en homenatge a la deessa Vanadis, nom llatinitzat de la primera valquíria Freya.